# Otto Bobertag
Otto Bobertag (* 22. Februar 1879 in Breslau; † 25. April 1934 in Berlin) war ein deutscher Psychologe.

## Werdegang
Otto (Ulrich) Bobertag studierte Chemie an der Universität Breslau und promovierte 1903 zu dem Thema „Über partielle Racemie“. Während seines Studiums besuchte er auch psychologische Vorlesungen bei William Stern und Hermann Ebbinghaus. Er erhielt bei William Stern eine Anstellung als Assistent und war in Breslau und Hamburg tätig. Im Anschluss fand er eine Beschäftigung bei Otto Lipmann am Institut für angewandte Psychologie in Potsdam, später dann als Leiter der Abteilung Testpsychologie am Zentralinstitut für Erziehung und Unterricht in Berlin. Die Umstände seines Todes sind unklar, man vermutet Suizid.

## Forschung
Otto Bobertag forschte zu Fragen der Intelligenzmessung und der Pädagogischen Psychologie. Den Intelligenztest von Binet führte er als erster in Deutschland ein. In seinem Aufsatz „Zum Kampf für und gegen die Psychologie“ widersprach er einer Ideologisierung der Psychologie durch die NS-Bewegung auf dem Feld der Erziehung.

## Veröffentlichungen
- Über Intelligenzprüfungen nach der Methode von Binet und Simon. Leipzig: Barth, 1914.
- Ist die Graphologie zuverlässig? Heidelberg: Kampmann, 1929.
- Zum Kampf für und gegen die Psychologie. Zeitschrift für Kinderforschung, 42, 190–199, 1934.